# Сиргинава, Радион Васильевич
Радион Васильевич Сиргинава (15 ноября 1903 года, село Чхуартал, Сухумский округ, Кутаисская губерния, Российская империя — 21 января 1976 года, село Окум, Гальский район, Абхазская АССР, Грузинская ССР) — председатель колхоза «Советская Абхазия» Гальского района Абхазской АССР, Грузинская ССР. Герой Социалистического Труда (1948).

## Биография
Родился в 1903 году в крестьянской семье в селе Чхуартал Сухумского уезда.
После окончания церковно-приходской школы в селе Окум трудился в личном сельском хозяйстве. Во время коллективизации одним из первых вступил в колхоз в селе Окуми Гальского района. Трудился рядовым колхозником, бригадиром полеводческой бригады, заведующим животноводческой фермой, бухгалтером. С 1945 года возглавлял колхоз «Советская Абхазия» Гальского района.
Вывел колхоз в число передовых сельскохозяйственных предприятий Гальского района. В 1947 году колхоз сдал государству в среднем с каждого гектара по 81,49 центнера кукурузы на площади 15 гектаров. Указом Президиума Верховного Совета СССР от 21 февраля 1948 года удостоен звания Героя Социалистического Труда за «получение высоких урожаев кукурузы и пшеницы в 1947 году» с вручением ордена Ленина и золотой медали «Серп и Молот» (№ 729).
Этим же Указом званием Героя Социалистического Труда были награждены труженики колхоза «Советская Абхазия» бригадир Валериан Димитриевич Гвалия, звеньевые Валериан Константинович Булискерия, Владимир Михердович Квачахия, Илларион Степанович Конджария и Гуджа Абрагович Шарангия,
Избирался депутатом Гальского районного и Окумского сельского Советов народных депутатов. Руководил колхозом «Советская Абхазия» до 1957 года.
После выхода на пенсию проживал в селе Окуми. Скончался в январе 1976 года. Похоронен на местном сельском кладбище.